# (31569) 1999 FL18
1999 FL18 (asteroide 31569) é um asteroide da cintura principal. Possui uma excentricidade de 0.12274190 e uma inclinação de 6.40468º.
Este asteroide foi descoberto no dia 22 de março de 1999 por LONEOS em Anderson Mesa.